# Ostrov, Příbram
Ostrov là một làng thuộc huyện Příbram, vùng Středočeský, Cộng hòa Séc.